# أغوستين إستيف
أغوستين إستيف (بالإسبانية: Agustín Esteve) هو رسام إسباني، ولد في 12 مايو 1753 في بلنسية في إسبانيا، وتوفي في 1830 في مدريد في إسبانيا.